# Associazione Sportiva Roma e nazionali di calcio
Nella presente pagina è riportato il contributo alle Nazionali di calcio dell'Associazione Sportiva Roma, società calcistica italiana per azioni con sede nella città di Roma.

## Nazionali celebri

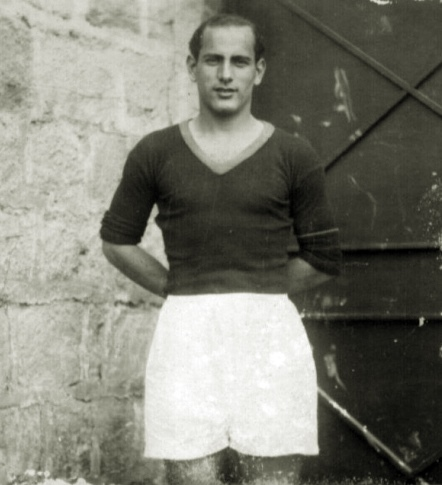
Fulvio "Fuffo" Bernardini

Tra i primi calciatori della Roma ad aver giocato con l'Italia meritano menzione Fulvio Bernardini, Attilio Ferraris IV ed Enrique Guaita. Il primo si è rivelato un atleta eclettico: alla Lazio ha ricoperto il ruolo di estremo difensore, nell'Inter è stato centravanti e nella Lupa e in Nazionale ha giocato come centromediano. Il secondo, inizialmente preferito a Bernardini per la sua tempra e la sua capacità di servire le ali con lunghi e improvvisi traversoni, ha vinto, insieme a Guaita, rapida ala, e al portiere Guido Masetti, il campionato del mondo 1934 sotto la guida di Vittorio Pozzo. Quattro anni più tardi, Masetti si è fregiato anche del campionato del mondo 1938.
Tra i giocatori della Magica in Azzurro degli anni 1960 si ricordano Giacomo Losi (in totale undici presenze in Nazionale maggiore) e l'oriundo Antonio Angelillo. Negli anni 1970 e 1980 hanno indossato lo scudetto tricolore Francesco Rocca, detto "Kawasaki", terzino e punto fermo dell'Italia fino all'infortunio al ginocchio, l'ala Bruno Conti, campione del mondo a Spagna 1982 e protagonista della spedizione di Messico 1986 insieme a Franco Tancredi, Sebastiano Nela e Carlo Ancelotti, e infine il centravanti Roberto Pruzzo.

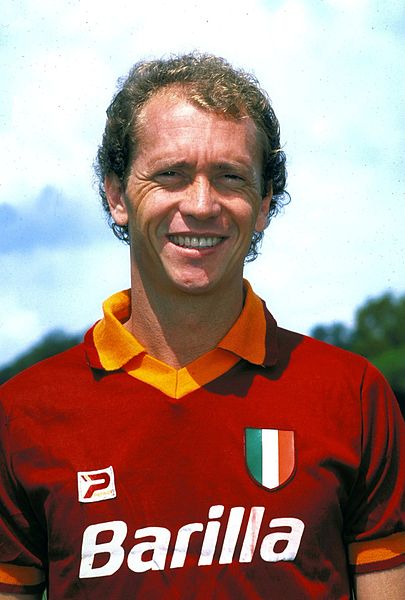
Falcão, il "Divino"

Negli anni 1990 Giuseppe Giannini ha raggiunto la semifinale nel campionato del mondo 1990 e Luigi Di Biagio i quarti del campionato del mondo 1998; suo è stato il rigore finito sulla traversa contro la Francia che ha portato la Nazionale a uscire anzitempo dalla competizione. La Selezione tricolore finalista al campionato d'Europa 2000 ha avuto tra le sue file molti giocatori della Roma: Francesco Totti, Vincenzo Montella, Francesco Antonioli e Marco Delvecchio. Quest'ultimo ha segnato nella finale contro i Galletti il gol del momentaneo vantaggio Azzurro.
Nel campionato del mondo 2002 l'allora centrocampista centrale capitolino Damiano Tommasi si è affermato titolare, e nella sfida con la Corea del Sud, che è costata l'eliminazione all'Italia, ha fatto un golden goal erroneamente giudicato in fuorigioco. Daniele De Rossi e Simone Perrotta, oltre al già citato Francesco Totti, sono tra i protagonisti del campionato del mondo 2006 vinto dalla Nazionale tricolore. È infine da ricordare il difensore Christian Panucci, che vanta 57 presenze nella compagine azzurra.
Tra i primi calciatori stranieri giallorossi a essersi messi in luce nella propria Selezione figurano Pedro Manfredini, punta dell'Argentina, e l'uruguaiano (poi naturalizzato italiano) Alcides Ghiggia. Negli anni 1980 il calciatore estero della Magica di maggior spicco è stato Paulo Roberto Falcão, punto di riferimento sia del centrocampo romanista che di quello del Brasile, di cui è diventato in seguito allenatore. Nel decennio successivo sono da segnalare Rudi Völler e Thomas Berthold, conquistatori con la Germania Ovest del campionato del mondo 1990, e il brasiliano Aldair, trionfante nella Copa América 1989 e in quella del 1997, nel campionato del mondo 1994 e nella FIFA Confederations Cup 1997; Aldair è stato inoltre finalista della Copa América 1995 e del campionato del mondo 1998, e ha vinto la medaglia di bronzo nel torneo olimpico di Atlanta 1996.
Nei primi anni 2000 troviamo soprattutto i giocatori del terzo scudetto romanista ad affermarsi nelle rispettive Nazionali. Tra questi da evidenziare il difensore francese Vincent Candela, uno dei pochi calciatori a vincere un Mondiale e un Europeo consecutivamente (1998 e 2000), e il brasiliano Cafu, che nel periodo capitolino ha conquistato con la Selecão il Mondiale 2002, la Copa América 1999 e la Confederations Cup del 1997. Nel campionato del mondo 2002 l'allora centrocampista centrale capitolino Damiano Tommasi si è affermato titolare, e nella sfida con la Corea del Sud, che è costata l'eliminazione all'Italia, ha fatto un golden goal erroneamente giudicato in fuorigioco. Nel campionato d'Europa 2004 Traïanos Dellas è stato uno dei leader della Grecia: decisivo per il cammino nella manifestazione della compagine greca fu il suo silver goal (primo e unico della storia della competizione) al termine del primo tempo supplementare della semifinale contro la Rep. Ceca. A fine Europeo, inoltre, Dellas è stato incluso nella All-Star Squad. Gervinho si è aggiudicato con la Costa d'Avorio la Coppa d'Africa 2015 ed è stato inserito tra i migliori giocatori del torneo, mentre Antonio Rüdiger ha trionfato nella FIFA Confederations Cup 2017 con la Germania. Da menzionare inoltre Bryan Cristante e Leonardo Spinazzola vincitori del campionato d'Europa 2020 e Jordan Veretout che ha conquistato la Nations League 2020-2021. Paulo Dybala è divenuto campione del mondo grazie al successo dell'Argentina nel mondiale qatariota.

## Record

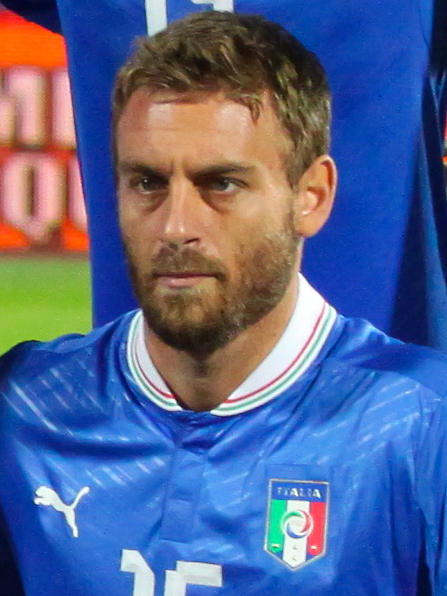
Daniele De Rossi

### Totale
Di seguito i record dei calciatori della Roma con le corrispondenti Nazionali di calcio.
- 117  Daniele De Rossi
- 65  Aldair
- 58  Francesco Totti
- 47  Bruno Conti
- 47  Giuseppe Giannini

- 21  Daniele De Rossi
- 17  Edin Džeko
- 9  Francesco Totti
- 6  Giuseppe Giannini
- 5  Enrique Guaita

### Italia

Francesco Totti

Di seguito i record dei calciatori della Roma con la Nazionale di calcio dell'Italia.
- 117  Daniele De Rossi
- 58  Francesco Totti
- 47  Bruno Conti
- 47  Giuseppe Giannini
- 36  Christian Panucci

- 21  Daniele De Rossi
- 9  Francesco Totti
- 6  Giuseppe Giannini
- 5  Enrique Guaita
- 5  Bruno Conti

## Vincitori di titoli

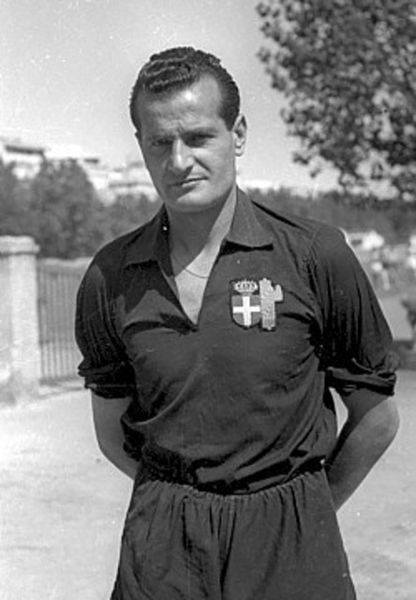
Guido Masetti

Bruno Conti

Di seguito i calciatori vincitori di titoli durante la loro militanza nella Roma.

### Campioni del mondo
- Attilio Ferraris IV (Italia 1934)
- Enrique Guaita (Italia 1934)
- Guido Masetti (Italia 1934, Francia 1938)
- Aldo Donati (Francia 1938)
- Eraldo Monzeglio (Francia 1938)
- Pietro Serantoni (Francia 1938)
- Bruno Conti (Spagna 1982)
- Thomas Berthold (Italia 1990)

- Rudi Völler (Italia 1990)
- Aldair (Stati Uniti 1994)
- Vincent Candela (Francia 1998)
- Cafu (Corea del Sud-Giappone 2002)
- Daniele De Rossi (Germania 2006)
- Simone Perrotta (Germania 2006)
- Francesco Totti (Germania 2006)
- Paulo Dybala (Qatar 2022)

### Campioni d'Europa

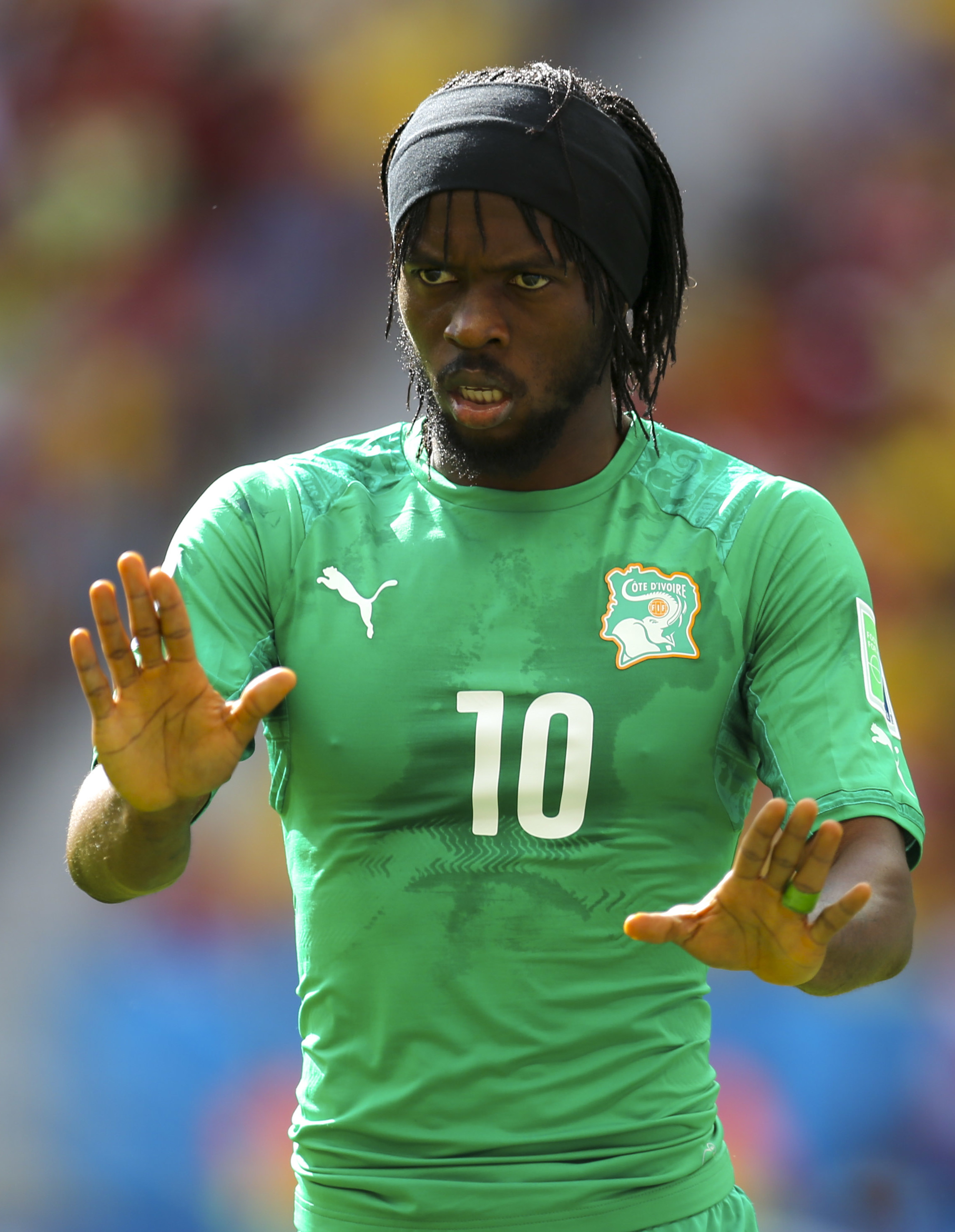
Gervinho

- Vincent Candela (Belgio-Paesi Bassi 2000)
- Traïanos Dellas (Portogallo 2004)
- Leonardo Spinazzola (Europa 2020)
- Bryan Cristante (Europa 2020)

### Campioni d'America
- Daniel Fonseca (Uruguay 1995)
- Aldair (Bolivia 1997)
- Cafu (Bolivia 1997, Paraguay 1999)
- Zago (Paraguay 1999)
- Mancini (Perù 2004)
- Juan (Venezuela 2007)
- Doni (Venezuela 2007)
- Leandro Paredes (USA 2024)

### Campioni d'Africa
- Gervinho (Guinea Equatoriale 2015)
- Evan Ndicka (Costa d'Avorio 2023)

### Vincitori della Confederations Cup
- Aldair (Arabia Saudita 1997)
- Juan (Sudafrica 2009)
- Júlio Baptista (Sudafrica 2009)
- Antonio Rüdiger (Russia 2017)

### Vincitori della Nations League
- Jordan Veretout (2020-2021)

## Altri primati
La Roma è la quarta squadra al mondo per numero di campioni del mondo con 17 titolati, dietro Juventus (27), Bayern Monaco (25) e Inter (21). Si colloca invece al primo posto tra i club europei e quinta nel mondo per rapporto tra giocatori convocati e vincitori del Mondiale (26%). Si trova infine all'ottavo posto in Europa per numero di convocati ai Mondiali con 65 giocatori.